# Marca (territorio)
En la Europa medieval, una marca era, en términos generales, cualquier tipo de territorio fronterizo, en oposición a un "corazón" nacional. Más específicamente, una marca era una frontera entre reinos o una zona de amortiguación neutral bajo el control conjunto de dos Estados en los que se podían aplicar diferentes leyes. En ambos sentidos, las marcas tenían un propósito político, como advertir sobre incursiones militares o regular el comercio transfronterizo.
Así como los condados estaban tradicionalmente gobernados por condes, las marcas dieron lugar a títulos como marqués (masculino) o marquesa (femenino); en Inglaterra, marquess (masculino) o marchioness (femenino); en Francia y Escocia, marquis (masculino) o marquise (femenino); en Alemania, margrave (en alemán: Markgraf, lit. 'march count'; masculino) o margravina (en alemán: Markgräfin, lit. 'march countess' femenino);  y a títulos correspondientes en otros Estados europeos.
La dependencia o independencia del señor feudal con respecto al poder central dependía de la mayor o menor capacidad de este para mantener su autoridad y el control efectivo sobre la lengua de su territorio[cita requerida], cuestión especialmente delicada, dada la tendencia del feudalismo a la disgregación del poder.
Estas marcas existieron en varias entidades políticas de la Edad Media: bajo el Imperio carolingio, el Sacro Imperio Romano Germánico y en al-Ándalus.

## Etimología
La palabra «marca» deriva en última instancia de una raíz protoindoeuropea *mereg-, que significa 'borde, límite'. La raíz *mereg- produjo el latín margo (margen), el irlandés antiguo mruig (frontera) y el persa y armenio marz (frontera). El protogermánico *marko dio lugar a la palabra en inglés antiguo mearc y marka en franco, así como al mörk en nórdico antiguo, que significa 'frontera, bosque', y derivado de merki, 'límite, signo', que denota una zona fronteriza entre dos centros de poder. Parece que en inglés antiguo "marca" significaba 'límite' o 'signo de un límite', y el significado sólo evolucionó más tarde para abarcar 'signo' en general, 'impresión' y 'traza'. Un ejemplo de esto es el nombre del reino de Mercia anglosajón, que tomó su nombre del sajón occidental mearc (marcas), que en este caso se refería explícitamente a la posición del territorio en la frontera anglosajona con los romanos-británicos al oeste. En la toponimia europea puede verse el núcleo germánico (que posteriormente se conformaría como el Sacro Imperio) como centro de emanación de este poder feudal viendo cómo las marcas se distribuyen geográficamente a su alrededor: Dänemark (la marca de los Danos) al norte, para proteger de las invasiones nórdicas, el Margraviato de Brandeburgo al nordeste para proteger de los pueblos bálticos o el nombre histórico de Austria, Ostmark, que se traduce como "Marca del Este", para proteger de los pueblos eslavos.
En alemán se generó el término Markgrafschaft, literalmente "condado del límite", y que derivó en el término castellano margraviato. En el sistema feudal centroeuropeo existía el Markgrafschaft (el ya mencionado "margraviato"), el Landgrafschaft (castellanizado como "landgraviato"), todos ellos modalidades de Grafschaft, en alemán "condado". La equivalencia con los títulos nobiliarios del Occidente europeo medieval es engañosa toda vez que tanto Markgraf como Landgraf son técnicamente condes (Graf), si bien las características políticas y económicas del Markgrafschaft lo convertía en un condado de mayor rango que el Grafschaft ordinario, lo que acabó derivando en el marquesado y el título de marqués en el Occidente europeo. Pero igualmente el Landgraf tenía mayor prevalencia política que el conde a secas por lo que también se ha equiparado tradicionalmente en castellano al título de marqués. Fue durante las invasiones germánicas del Occidente europeo, especialmente los merovingios que el sistema feudal germánico y por extensión sus títulos nobiliarios se extendieron por toda Europa.

## Imperio franco y Estados sucesores

### Marca Hispánica

Mapa de la Marca Hispánica, Navarra y Vasconia en 814.

Después de algunos contratiempos tempranos, Luis el Piadoso, el hijo de Carlomagno, se aventuró más allá de la provincia de Septimania y finalmente tomó Barcelona del emir musulmán en 801. Así estableció un punto de apoyo en la zona fronteriza entre los francos y Al-Ándalus. Las "Marcas Hispánicas" carolingias (Marca Hispánica) se convirtieron en una zona de amortiguamiento gobernada por varios señores feudales, entre ellos el conde de Barcelona. Tenía sus propios territorios periféricos, cada uno gobernado por un  miles menor con criados armados, que teóricamente debían lealtad a través de un conde al emperador o, con menos lealtad, a sus sucesores carolingios y otonianos. Tal territorio tenía un catlá ("castellano" o señor del castillo) en una zona definida en gran parte por un día de cabalgata, y la región pasó a conocerse, como lo hizo Castilla en fecha posterior, como "Cataluña". Los condados de los Pirineos que aparecieron en el siglo IX, además del condado de Barcelona, incluían Cerdaña, Gerona y Urgel.
A principios del siglo IX, Carlomagno emitió su nuevo tipo de concesión de tierras, el aprisio, que redispuso las tierras pertenecientes al fisc imperial en áreas desiertas, e incluía derechos e inmunidades especiales que dieron como resultado un rango de independencia de acción. Los historiadores interpretan el aprisio como la base del feudalismo y, en términos económicos y militares, como un mecanismo para atraer a los colonos a una región fronteriza despoblada. Tales terratenientes autosuficientes ayudarían a los condes a proporcionar hombres armados para la defensa de la frontera franca. Las concesiones en aprisio (las primeras fueron en Septimania) emanaron directamente del rey carolingio y reforzaron las lealtades centrales para contrarrestar el poder local ejercido por poderosos condes marchantes.[cita requerida]
Pero las comunicaciones eran arduas y el centro de poder estaba lejos. Se desarrollaron entidades feudales primitivas, autosuficientes y agrarias, cada una gobernada por una pequeña élite militar hereditaria. La secuencia en Cataluña muestra un patrón que emergerá de manera similar en las marcas por todas partes. El conde era nombrado por el rey (desde 802), el nombramiento recae en los herederos de un conde fuerte (Sunifred) y el nombramiento se convierte en una formalidad, hasta que el cargo se declara hereditario (897) y luego el condado se declara independiente (por Borrell II en 985). En cada etapa, la situación de facto precede a la afirmación de jure, que simplemente regulariza un hecho de la vida existente. Este es el feudalismo en el panorama más amplio.[cita requerida]
Algunos de los condes aspiraban al título característicamente franco (germánico) de «margrave de la marca hispánica», siendo un «margrave» un graf ("conde") de la marca.
La temprana historia de Andorra proporciona una carrera bastante típica de otro Estado tampón, el único superviviente moderno en los Pirineos de las Marcas Hispánicas.[cita requerida]

### Marcas organizadas por Carlomagno
Además de la  marca Hispánica para defenderse de los musulmanes de al-Ándalus (península ibérica), Carlomagno instauró varias divisiones territoriales defensivas para fijar las fronteras ante los enemigos exteriores:  
- la marca Danesa (a veces considerada como una serie de fuertes más que como una marca) entre los ríos Eider y Schlei, contra los danos;
- la marca sajona o nordalbingen entre los ríos Eider y Elba en la moderna Holstein, contra los sajones abodritas;
- la Marca Soraba o de los sorabos sobre el río Saale, contra los sorabos que habitaban detrás del limes sorabicus;
- la marca de Lusacia, la marca de Meissen, la marca de Merseburgo y la marca de Zeitz;
- la marca de Franconia en la moderna Alta Franconia, contra los checos;
- la marca Ávara, entre el río Enns y Wienerwald (la última Marca del Este que se convirtió en el Margraviato de Austria), contra los ávaros;
- la marca de Panonia, al este de Viena (dividida en Alta y Baja);
- la marca carantaniana;
- Steiermark (Estiria), establecida bajo Carlomagno de una parte de Carantania (Carintia), erigida como territorio fronterizo contra los ávaros y eslavos;
- la marca de Friuli, contra los magiares;
- la marca Bretona, contra los bretones;
- la  marca Lombarda, contra los lombardos;

### Francia
La provincia de Francia llamada Marche (en occitano: la Marcha), a veces Marche Limousine, fue originalmente un pequeño distrito fronterizo entre el Ducado de Aquitania y los dominios de los reyes francos en el centro de Francia, en parte de Limousin y en parte de Poitou.
Su área se incrementó durante el siglo XIII y se mantuvo igual hasta la Revolución francesa. Marche limitaba al norte con Berry, al este con el Bourbonnais y Auvergne; al sur con el propio Limousin y al oeste con Poitou. Abarcaba la mayor parte del moderno departamento de Creuse, una parte considerable del norte de Haute-Vienne y un fragmento de Indre, hasta Saint-Benoît-du-Sault. La superficie era de aproximadamente 4900 km², su capital era Charroux y más tarde Guéret, y entre sus otras ciudades principales estaban Dorat, Bellac y Confolens.
Marche apareció por primera vez como un feudo separado a mediados del siglo X cuando Guillermo III, duque de Aquitania, se lo dio a uno de sus vasallos llamado Boso, quien tomó el título de conde. En el siglo XII pasó a la familia de Lusignan, a veces también condes de Angulema, hasta la muerte del conde Hugo sin hijos en 1303, cuando fue confiscado por el rey Felipe IV. En 1316 se hizo un appanage para su hijo menor el Príncipe, luego el rey Carlos IV y pocos años después (1327) pasó a manos de la familia de Borbón.
La familia de Armagnac lo ocupó desde 1435 hasta 1477, cuando volvió a los Borbones, y en 1527 fue tomado por el rey Francisco I de Francia y pasó a formar parte de los dominios de la Corona francesa. Se dividió en Haute-Marche (es decir, "Alta Marca") y Basse-Marche (es decir, "Baja Marca"), existiendo las propiedades de la primera hasta el siglo XVII. Desde 1470 hasta la Revolución, la provincia estuvo bajo la jurisdicción del parlement de París.
Varias comunas de Francia se nombran de manera similar:
- Marches el departamento de Drôme;
- La Marche en el departamento de Nièvre.

### Alemania y Austria
Las tribus germánicas que los romanos llamaron marcomanos, que lucharon contra los romanos en los siglos I y II, eran simplemente los «hombres de las tierras fronterizas».

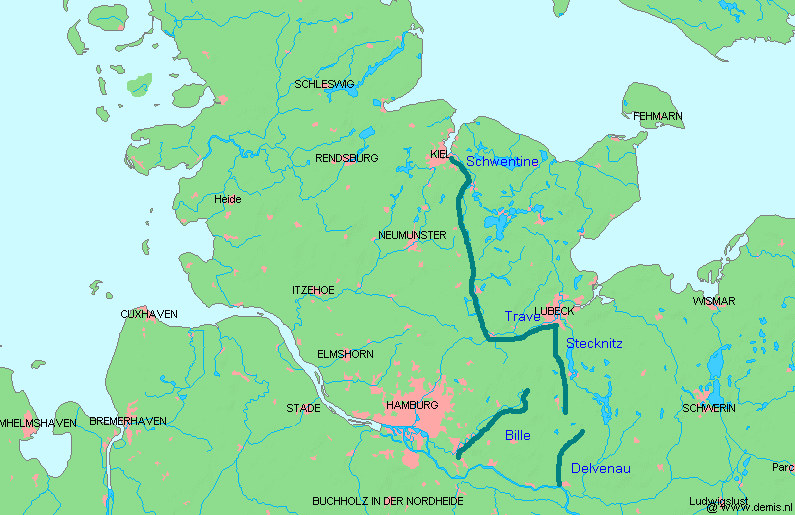
El Limes Saxoniae fue un limes no fortificado o frontera entre los sajones y los obotritas eslavos, establecido alrededor de 810.

Las marchas (Marches) eran organizaciones territoriales creadas como zonas fronterizas en el Imperio carolingio y tenían una larga carrera como designaciones puramente convencionales bajo el Sacro Imperio Romano Germánico. En alemán moderno, "Mark" denota un pedazo de tierra que históricamente fue una zona fronteriza, como en los siguientes nombres:

#### Marcas medievales posteriores
- Nordmark, la "marca Septentrional", la organización territorial del Imperio otoniano en las regiones conquistadas de los wendos. En 1134, a raíz de una cruzada germana contra los wendos, el magnate germano Alberto el Oso recibió la marca Septentrional por parte del emperador del Sacro Imperio Romano Germánico Lotario II.
- la Marca Billunga en la costa del costa del Báltico, que se extiende aproximadamente desde Stettin (Szczecin) hasta Schleswig;
- Marca Geronis (marca de Gero), precursora de la Marca Sajona Oriental, más tarde dividida en marcas más pequeñas (la Marca Septentrional, que más tarde se restableció como Margraviato de Brandeburgo; la Marca de Lusacia y el Marca de Meißen en el moderno Estado Libre de Sajonia; la Marca de Zeitz; la Marca de Merseburgo; la marca Milzener alrededor de Bautzen);
- Marca de Austria (marcha Orientalis, la "Marca del Este" o "Marca del Este de Baviera" (en alemán: Ostmark) en la moderna Baja Austria;
- la marca de Carantania o Marca de Estiria (Steiermark);
- la Drau March (Marburg y Pettau);
- la Sann March (Cilli);
- el Krain o Marca de Carniola, también Marcha de los Vientos y Carniola Blanca, en la moderna Eslovenia.
- se crearon tres marchas en los Países Bajos: Amberes, Valenciennes, Ename.

#### Otros
- El Margraviato de Brandeburgo, su gobernante designado Markgraf (margrave, literalmente "conde de marca"). Además, se dividió en regiones también denominadas marcas ("Mark"):
  - Altmark ("vieja Marca"), la región occidental del antiguo margraviato, entre Hamburgo y Magdeburgo.
  - Mittelmark ("Marca Central"), la zona que rodea Berlín. Hoy en día, constituye la mayor parte del Estado federado alemán de Brandeburgo, y, por lo tanto, en el uso moderno se la conoce como Mark Brandenburg.
  - Neumark ("Nueva Marca") desde la década de 1250 era el extremo oriental de Brandeburgo entre Pomerania y la Gran Polonia. Desde 1945, es parte de Polonia.
  - Uckermark, la zona fronteriza de Brandeburgo–Pomerania. El nombre todavía se usa para la región, así como para un distrito de Brandeburgo.
- Marck, un territorio medieval que se recuerda en el distrito de La Marck (formado en 1975) de la actual Renania del Norte-Westfalia. La parte septentrional (norte del río Lippe) todavía se llama Hohe Mark ("Marca alta"). La antigua "Lower Mark" (entre los ríos Ruhr y Lippe) es la actual área del Ruhr y ya no se llama "Mark". El título, en la forma "Conde de la Marca", sobrevivió al territorio como título subsidiario de los duques de Sajonia-Coburgo y Gotha
- Ostmark ("Marca Oriental") es una versión moderna del término marchia orientalis usado en documentos carolingios que se refieren al área de Baja Austria que más tarde fue un markgraftum (margraviato o "condado de la marca"). Ostmark se ha utilizado de diversas formas para denotar Austria, la Marca Sajona Oriental o, como Ostmarkenverein, los territorios que Prusia ganó en las particiones de Polonia.

### Imperio de los Habsburgo

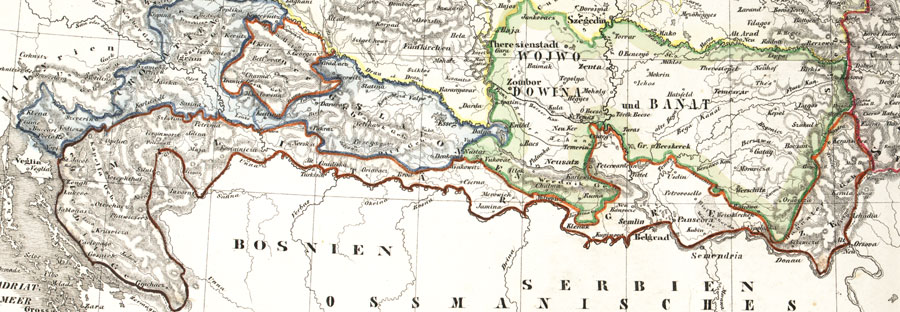
Mapa de la Frontera Militar contra las incursiones del Imperio otomano a mediados del (marcado con un contorno rojo)

### Italia
A partir de la época carolingia comienza a aparecer en Italia el nombre de marca, primero la Marca Fermana para la parte montañosa del Piceno, la Marca Camerinesa para el distrito más al norte, incluida una parte de Umbría, y la Marca Anconitana para la antigua Pentápolis (Ancona). En 1080, la marca Anconitana fue entregada en investidura a Robert Guiscard por el papa Gregorio VII, a quien la condesa Matilde cedió las marcas de Camerino y de Fermo.
En 1105, el emperador Enrique IV invistió a Werner con todo el territorio de las tres marcas, bajo el nombre de Marca de Ancona. Posteriormente fue recuperada una vez más por la Iglesia y gobernada por legados papales como parte de los Estados Pontificios. Las Marcas se convirtieron en parte del Reino de Italia en 1860. Después de la unificación italiana en la década de 1860, Austria-Hungría todavía controlaba el territorio que los nacionalistas italianos seguían reclamando como parte de Italia. Uno de estos territorios era el litoral austríaco, que los nacionalistas italianos comenzaron a llamar la Marca Juliana por su posicióo y como un acto de desafío contra el odiado Imperio austrohúngaro.
Las Marcas se repitieron en un nivel en miniatura, bordeando muchos de los pequeños Estados territoriales de la Italia anterior al Risorgimento con un anillo de dependencias más pequeñas en sus fronteras, que representan las marcas territoriales en pequeña escala. Un mapa del Ducado de Mantua en 1702 (Braudel 1984, fig. 26) revela el arco independiente, aunque social y económicamente dependiente de pequeños territorios, desde el principado de Castiglione en el noroeste a través del sur hasta el ducado de Mirandola al sureste de Mantua: los señores de Bozolo, Sabioneta, Dosolo, Guastalla, el conde de Novellare.

## Hungría

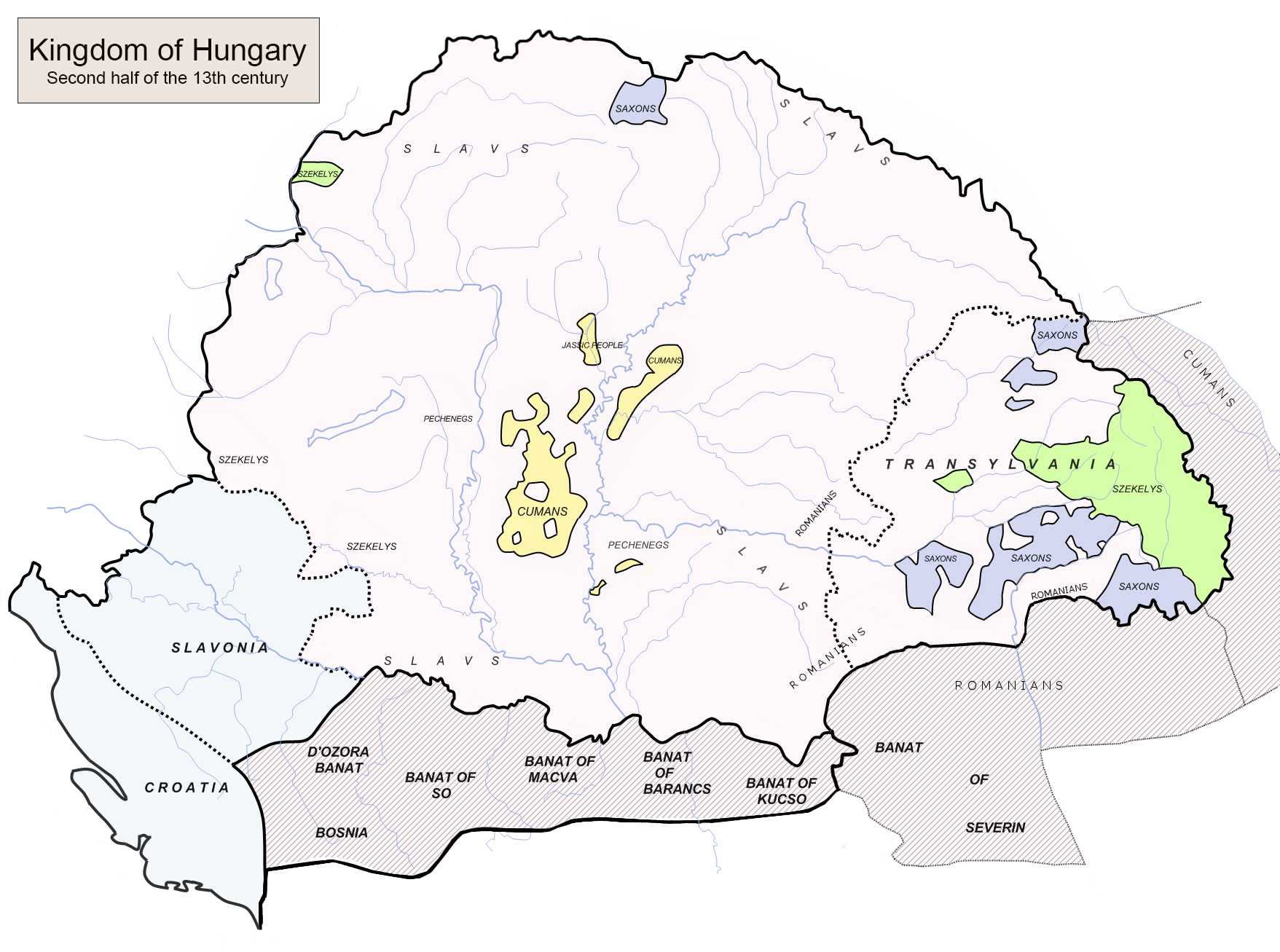
Autonomías locales (incluidas Cumania, Székely Land y Transylvanian Saxons) a finales del siglo XIII

En la Hungría medieval, el sistema de gyepű y gyepűelve, vigente hasta mediados del siglo XIII, puede considerarse como marcas, aunque en su organización muestra grandes diferencias con las marcas feudales de la Europa occidental, ya que el gyepű no estaba controlado por un marqués. El gyepű era una franja de tierra que estaba especialmente fortificada o se hacía infranqueable, mientras que el gyepűelve era la tierra, en su mayoría deshabitada o escasamente habitada más allá de ella. El gyepűelve es mucho más comparable a las zonas de amortiguamiento modernas que a las marcas europeas tradicionales.
Porciones del gyepű estaban custodiadas generalmente por tribus que se habían unido a la nación húngara y a las que se les concedieron derechos especiales por sus servicios en las fronteras, como los Székelys, pechenegos y cumanos.
El gyepű húngaro se origina en el turco yapi, que significa empalizada. Durante los siglos XVII y XVIII, estas zonas fronterizas se llamaban Markland en el área de Transilvania, que limitaba con el Reino de Hungría y estaba controlada por un conde o condesa.

## Península ibérica
Además de la Marca Hispanica, carolingia, en Iberia hubo varias marcas organizadas por los Estados nativos. Los futuros reinos de Portugal y de Castilla se fundaron como condados de marca destinados a proteger el Reino de León del Emirato de Córdoba, al sur y al este, respectivamente.
Asimismo, Córdoba instaló en el al-Ándalus sus propias marcas como amortiguador de los Estados cristianos del norte. La Marca Superior (al-Tagr al-Ala), centrada en Zaragoza, se enfrentaba a la Marca Hispanica oriental y a los Pirineos occidentales, e incluía la Marca Distante o Más Lejana (al-Tagr al-Aqsa). La Marca Media (al-Tagr al-Awsat), centrada en Toledo y más tarde en Medinaceli, enfrentaba al Pirineo occidental y a Asturias. La Marca Inferior (al-Tagr al-Adna), centrada en Mérida y más tarde en Badajoz, frente a León y Portugal.
La división del califato de Córdoba en reinos de taifas en el siglo XI determinó la transformación de las marcas fronterizas en reinos independientes (taifa de Zaragoza, taifa de Toledo, taifa de Badajoz).

## Escandinavia
Dinamarca significa 'la marca de los daneses'.
En nórdico, "mark" significaba "zona fronteriza" y "bosque"; en los actuales noruego y sueco ha adquirido el significado de "suelo", mientras que en danés ha llegado a significar "campo" o "pradera".
Markland era el nombre nórdico antiguo de un área de América del Norte descubierta por los vikingos noruegos.
Los bosques que rodean las ciudades noruegas se llaman "Marka" —las marcas. Por ejemplo, los bosques que rodean Oslo se denominan Nordmarka, Østmarka y Vestmarka, es decir, las marcas septentrional, oriental y occidental.
En Noruega, nótese también:
- el condado noruego de Finnmark, «las tierras fronterizas (o los bosques) de los sami» (conocidos por los nórdicos como Finns);
- Hedmark («las tierras fronterizas del Brezal]]» (heath);
- Telemark («las tierras fronterizas de la tribu Þela»[8]).

En Finlandia:
- Noormarkku (en sueco: Norrmark), un antiguo municipio de Finlandia;
- Pomarkku (en sueco: Påmark), un municipio de Finlandia;
- Söörmarkku (en sueco: Södermark), un pueblo en Noormarkku, Finlandia;
- Markku, una isla del archipiélago de Finlandia.

En Värmland en Suecia, Nordmark Hundred era la zona fronteriza cerca de la frontera con Noruega. Casi todo ahora es parte del municipio de Årjäng. En la Edad Media, la región se llamaba Nordmarkerna y era parte de Dalsland y no de Värmland.

## Islas británicas
El nombre del reino anglosajón en la región central de Inglaterra era Mercia. El nombre «Mercia» proviene del inglés antiguo para «gente de la frontera», y la interpretación tradicional era que el reino se originó a lo largo de la frontera entre los invasores galeses y anglosajones, aunque P. Hunter Blair ha argumentado una interpretación alternativa, de que surgió a lo largo de la frontera entre el Reino de Northumbria y los habitantes del valle del río Trent.
Latinizando el término anglosajón mearc, las áreas fronterizas entre Inglaterra y Gales se conocían colectivamente como las Marcas Galesas (marchia Wallia), mientras que las tierras galesas nativas al oeste se consideraban Gales propia (pura Wallia). Los señores normandos en las Marcas Galesas se convertirían en los nuevos Marcher Lords (señores de las marcas).
El título de Earl of March (conde de Marca) tiene al menos dos títulos feudales distintos: uno en las marcas del norte, como título alternativo para el conde de Dunbar (c. 1290 en la Nobleza de Escocia); y otro, que estaba en manos de la familia de Mortimer (1328 en la nobleza de Inglaterra), en las Marcas Galesas del oeste.
Las Marcas de Escocia es un término para las regiones fronterizas a ambos lados de la frontera entre Inglaterra y Escocia. Desde la Conquista normanda de Inglaterra hasta el reinado del rey Jacobo VI de Escocia, quien también se convirtió en el rey Jacobo I de Inglaterra, los enfrentamientos fronterizos fueron habituales y los monarcas de ambos países confiaron en los señores de la marca para defender las zonas fronterizas conocidas como las Marcas. Fueron seleccionados cuidadosamente por su idoneidad para los desafíos que presentaban las responsabilidades.
Patrick Dunbar, octavo conde de Dunbar, un descendiente de los condes de Northumbria, fue reconocido a finales del siglo XIII por utilizar el nombre de March como su condado en Escocia, también conocido como Dunbar, Lothian y la frontera de Northumbria.
Roger Mortimer, I conde de March, regente de Inglaterra junto con Isabel de Francia durante la minoría de su hijo, Eduardo III, fue un usurpador que había depuesto y supuestamente organizó el asesinato del rey Eduardo II. Fue nombrado conde en septiembre de 1328 en el apogeo de su gobierno de facto. Su esposa era Juana de Geneville, segunda baronesa Geneville, cuya madre, Juana de Lusignan, fue una de las herederas de los condes franceses de La Marche y de Angulema.
Su familia, Mortimer lords de Wigmore, habían sido señores fronterizos y líderes de los defensores de las marcas galesas durante siglos. Eligió March como el nombre de su condado por varias razones: las marcas galesas se referían a varios condados, por lo que el título significaba superioridad en comparación con los condados habituales de un solo condado. Mercia era un reino antiguo. Los antepasados de su esposa habían sido los condes de La Marche y Angouleme en Francia.
En Irlanda existía un sistema híbrido de marcas que fue condenado como bárbaro en ese momento. Las marcas irlandesas constituyeron el territorio entre las tierras dominadas por los ingleses y los irlandeses, que aparecieron tan pronto como lo hicieron los ingleses y fueron llamadas por el rey Juan para ser fortificadas. En el siglo XIV, se definieron como la tierra entre The Pale y el resto de Irlanda. Los jefes locales angloirlandeses y gaélicos que actuaron como poderosos portavoces, fueron reconocidos por la Corona y se les dio un grado de independencia. Excepcionalmente, se otorgó a los guardianes de las marcas el poder de poner fin a las acusaciones. En años posteriores, los guardianes de las marcas irlandesas tomaron inquilinos irlandeses.

## Títulos
El marqués, el marchese y el margrave (Markgraf) tenían todos sus orígenes en los señores feudales que ocupaban puestos de confianza en las zonas fronterizas. El título inglés fue una importación extranjera de Francia, probado tentativamente en 1385 por Ricardo II, pero no se naturalizó hasta mediados del siglo XV, y ahora se escribe más a menudo "marquess".

## Conceptos relacionados
- Califato abásida: Al-'Awasim;
- Imperio bizantino: Akritai y Kleisoura;
- Los Balcanes: Krajina y Frontera Militar;
- Persia (Imperio sasánida): Marzban;
- Imperio romano: Limes Romanus.

### Armenia
Cada una de las subdivisiones de Armenia específicas se llama marz, մարզ (pl. "Marzer, մարզեր"), una palabra prestada del persa.

### China
En su desarrollo inicial durante la dinastía Zhou tardía, las comandancias (jùn) funcionaban como marcas, situándose por debajo de los duques y de reyes de los feudos originales y por debajo de los más seguros y poblados condados (xiàn). Sin embargo, a medida que las comandancias formaban las líneas del frente entre los Reinos combatientes, su fuerza militar y su importancia estratégica eran normalmente mucho mayores que las de los condados.
No obstante, con el tiempo, las comandancias se convirtieron finalmente en provincias regulares y luego se interrumpieron por completo durante las reformas de la dinastía Tang.

### Japón
El concepto europeo de «marcas» se aplica igualmente al feudo del clan Matsumae en el extremo sur de Hokkaidō, que estaba en la frontera septentrional de Japón con el pueblo ainu de Hokkaidō, conocido como Ezo en ese momento. En 1590, esta tierra fue cedida al clan Kakizaki, que a partir de entonces tomó el nombre de Matsumae. Los Señores de Matsumae, como se les llama a veces, estaban exentos de deber arroz al shōgun como tributo, y del sistema sankin kōtai establecido por Tokugawa Ieyasu, según el cual la mayoría de los señores (daimyōs) tenían que pasar la mitad del año en la corte (en la capital de Edo).
Al proteger la frontera, en lugar de conquistar o colonizar Ezo, los Matsumae hicieron, en esencia, de la mayor parte de la isla una reserva Ainu. Esto también significó que Ezo y las islas Kuriles más allá quedaron esencialmente abiertas a la colonización rusa. Sin embargo, los rusos nunca colonizaron Ezo, y las marcas fueron eliminadas oficialmente durante la Restauración Meiji a fines del siglo XIX, cuando los ainu quedaron bajo control japonés, y Ezo pasó a llamarse Hokkaidō y se anexionó a Japón.

### Ucrania

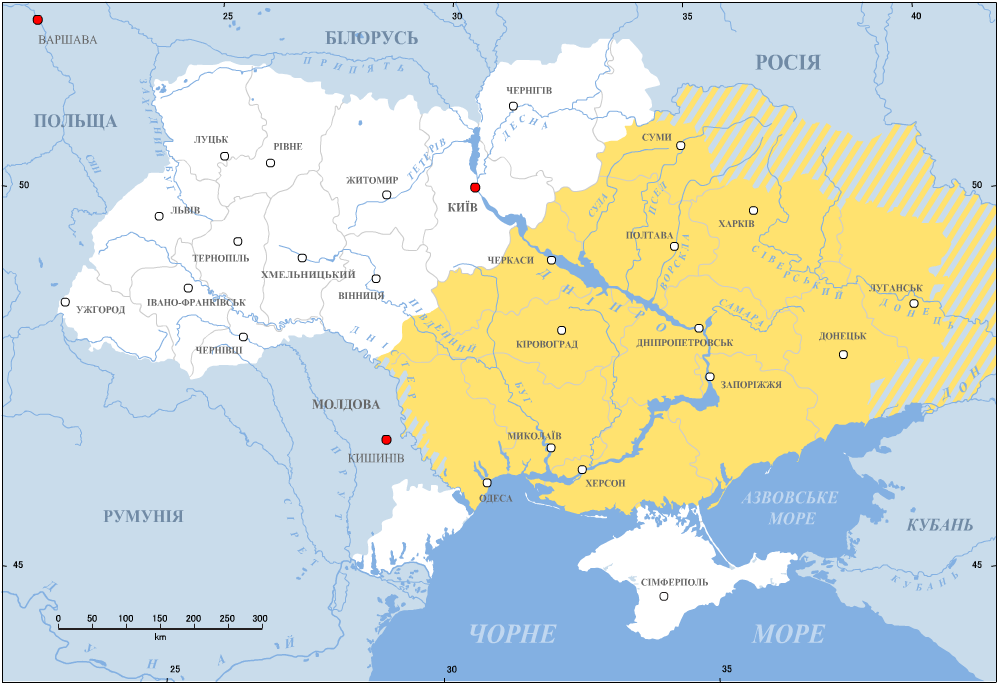
Mapa de los campos salvajes en el siglo XVII

Ucrania, desde un punto de vista ruso centrado en Moscú, funcionó como una "zona fronteriza" o "marca" y ganó su nombre actual, que se deriva de un término eslavo del mismo significado (ver más arriba para similares en Eslovenia, etc.), en última instancia de esta función. Sin embargo, esto fue simplemente una continuación de un acuerdo semiformal con los polacos, antes de que la escalada de disputas, luchas políticas internas en Polonia y diferencias religiosas (principalmente ortodoxos contra católicos) vieran una coalición flexible de señores ucranianos y terratenientes independientes colectivamente, conocido como el cambio de cosacos para aliarse con el Imperio ruso.
Los cosacos se convirtieron en una parte importante de la historia militar rusa en su papel de tropas fronterizas militares en los Campos Salvajes de Ucrania. Las incursiones de esclavos tártaros en tierras eslavas orientales provocaron una considerable devastación y despoblación en esta área antes del surgimiento de los cosacos de Zaporozhia. A medida que avanzaban los asentamientos y se movían las fronteras, los zares transfirieron o formaron unidades cosacas para realizar funciones similares en otras zonas fronterizas/marcas más al sur y al este en (por ejemplo) el Kuban y en Siberia, formando (por ejemplo) la Hueste cosaca del Mar Negro, la Hueste cosaca de Kuban y la Hueste cosaca de Amur.